# Partia Demokratyczna (Mongolia)
Partia Demokratyczna (mong. Ардчилсан Нам) – centro-prawicowa partia polityczna w Mongolii.

## Historia
Partia została oficjalnie utworzona 6 grudnia 2000 roku z połączenia następujących partii politycznych: Mongolskiej Narodowej Partii Demokratycznej, Mongolskiej Partii Socjaldemokratycznej, Mongolskiej Partii Demokratycznej, Mongolskiej Partii Odnowy Demokratycznej i Mongolskiej Partii Demokratycznej Wierzących. Szeregi nowej partii zasiliła grupa polityków, którzy odłączyli się od Mongolskiej Partii Zjednoczonego Dziedzictwa. Przewodniczącym został Dambijn Dorligdżaw, którego w 2003 roku zastąpił Mendsajchany Enchsajchan.
W 2003 roku przed wyborami do parlamentu partia zawiązała koalicję wyborczą Ojczyzna - Koalicja Demokratyczna razem z Partią Ojczyzny i Partią Woli Obywatelskiej. Komitet uzyskał 474 977 głosów i zdobył 34 mandaty w Wielkim Churale Państwowym, co nie dawało jednak większości parlamentarnej. Ojczyzna – Koalicja Demokratyczna stworzyła rząd koalicyjny razem z Mongolską Partią Ludowo-Rewolucyjną a premierem po raz drugi został Cachiagijn Elbegdordż. Rząd Elbegdordża upadł w styczniu 2006 roku, a nowym premierem został Mijeegombyn Enchbold, który powołał Enchsajchana na stanowisko wicepremiera. Sam Enchsajchan został wyrzucony z partii po tym, jak nie udzielił poparcia drugiemu rządowi Elbegdordża. W kwietniu 2006 roku szefem partii został Elbegdordż.
W wyborach parlamentarnych w 2008 roku partia zdobyła 26 mandatów (z 76), a Mongolska Partia Ludowo-Rewolucyjna 44. Partia Demokratyczna zakwestionowała wyniki wyborów a Elbegdordż wezwał nowo wybranych członków partii, by nie podejmowali swoich obowiązków parlamentarnych. Instrukcja Elbegdordża została zignorowana a on sam zrezygnował ze stanowisko przewodniczącego partii. Nowym przywódcą partii został Norowyn Altanchujag.
Przed wyborami prezydenckimi w 2009 roku, partia zawiązała koalicję opozycyjną z Republikańską Partią Obywatelskiej Woli i Przymierzem Obywatelskim (zielonymi). Kandydatem koalicji na prezydenta został Cachiagijn Elbegdordż. Elbegdordż zdobył 52% głosów, pokonując kandydata Mongolskiej Partii Ludowo-Rewolucyjnej i dotychczasowego prezydenta Nambaryna Enchbajara.
W wyborach parlamentarnych w 2012 roku partia zdobyła ponad 35% głosów. Stworzyła rząd koalicyjny z Mongolską Partią Ludowo-Rewolucyjną a Norowyn Altanchujag został premierem.
W wyborach prezydenckich w 2013 roku Elbegdordż zdobył 50,23% głosów, pokonując Badmaanjambuugijna Bat-Erdena z Mongolskiej Partii Ludowej i Udwal Nacag z Mongolskiej Partii Ludowo-Rewolucyjnej.
Jesienią 2014, po rezygnacji Norowyna Altanchujaga, który wcześniej został odwołany z urzędu premiera, nowym przewodniczącym partii został Dzandaachüügijn Enchbold. Nowym premierem z ramienia Partii Demokratycznej został Czimedijn Sajchanbileg.

## Przewodniczący partii
- Dambijn Dorligdżaw (2000–2003)
- Mendsajchany Enchsajchan (2003–2006)
- Cachiagijn Elbegdordż (2006–2008)
- Norowyn Altanchujag (2008–2014)
- Dzandaachüügijn Enchbold (od 2014)

## Poparcie
Poparcie w wyborach do Wielkiego Churału Państwowego:
- 2004 – 44,74%, 34 mandatów na 76
- 2008 – 40,43%, 28 mandatów(6)
- 2012 – 35,32%, 34 mandatów(6)
- 2016 – 33,35%, 9 mandatów(25)

| Wybory | Kandydat                      | Głosowanie | Poparcie | Uwagi             |
| ------ | ----------------------------- | ---------- | -------- | ----------------- |
| 2001   | Radnaasümbereliin Gonchigdorj | I tura     | 37,2%    | Kandydat przegrał |
| 2005   | Mendsaikhany Enkhsaikhan      | I tura     | 20,20%   | Kandydat przegrał |
| 2009   | Tsakhiagiin Elbegdorj         | I tura     | 51,21%   | Prezydent         |
| 2013   | Tsakhiagiin Elbegdorj         | I tura     | 50,23%   | Prezydent         |